# 326-я ночная бомбардировочная авиационная дивизия
326-я ночная бомбардировочная авиационная Тарнопольская дивизия — авиационная бомбардировочная  дивизия, сформирована в 1943 году.

## История наименований
- 326-я ночная бомбардировочная авиационная дивизия;
- 326-я ночная бомбардировочная авиационная Тарнопольская дивизия;
- 326-я бомбардировочная авиационная Тарнопольская дивизия;
- 326-я бомбардировочная авиационная Тарнопольская ордена Кутузова дивизия;
- 326-я тяжёлая бомбардировочная авиационная Тарнопольская ордена Кутузова дивизия.

## История
Формирование 326-й ночной бомбардировочной авиационной дивизии началось на основании приказа НКО СССР от 10.10.43 г. на аэродроме Егорьевск Московской области. В состав дивизии вошли 4 полка, вооружённые бипланами По-2.
С 14 января 1944 года в составе 2-й воздушной армии 1-го Украинского фронта. Полки дивизии с середины января базировались на аэродроме Ходорково Житомирской области. 22 января были выполнены первые боевые вылеты.
С 7 по 20 февраля 1944 года дивизия принимала участие в ликвидации Корсунь-Шевченковской группировки противника.
В марте-апреле 1944 года принимала участие в Проскуровско-Черновицкой операции.
26 апреля 1944 года за образцовое выполнение заданий командования и оказанное содействие наземным войскам в освобождении г. Тарнополь приказом НКО СССР дивизии почётное наименование «Тарнопольская»
1 июня 1944 года дивизия отозвана в распоряжение Ставки ВГК для переформирования с переучиванием на бомбардировщики Ту-2. Новую технику части осваивали в период с 15 июня по 21 октября 1944 года.

23 июня 1944 года дивизия переименована в 326-ю бомбардировочную авиационную Тарнопольскую дивизию.
За успешные действия в Кёнигсбергской наступательной операции приказом ВГК награждена орденом Кутузова II степени.
В июне 1945 года дивизия в составе 6-го бомбардировочного авиационного Донбасского корпуса перебазировалась на Дальний Восток.
С 9 августа дивизия в составе 12-й воздушной армии Забайкальского фронта участвовала в Хингано-Мукденской и Маньчжурской операциях, полки дивизии базировались в Монголии на аэродроме Рудовка.

В послевоенный период находилась в составе ВС СССР и России как 326-я Тарнопольская ордена Кутузова тяжёлая бомбардировочная авиационная дивизия. 

## Состав дивизии
- 384-й ночной бомбардировочный авиационный полк – с октября 1943 года по июнь 1944 года.
- 989-й ночной бомбардировочный авиационный полк – с октября 1943 года по 9 мая 1944 года.
- 597-й ближний бомбардировочный авиационный полк – с 9 октября 1943 года по июнь 1944 года.

## Подчинение
- С сентября 1943 года по декабрь 1943 года – в составе Военно-Воздушных Сил Московского Военного Округа.
- С декабря 1943 года по 14 января 1944 года – в составе Резерва Верховного Главного Командования.
- С 14 января 1944 года по 5 июня 1944 года – в составе 2-й Воздушной Армии 1-го Украинского Фронта.
- С 5 июня 1944 года по 26 июня 1944 года – в составе Военно-Воздушных Сил Московского Военного Округа.

## Дивизией командовали
- полковник, с 13.04.44 г. генерал-майор авиации Федульев, Семён Иванович 15.10.1943 - 17.06.1944
- полковник Лебедев, Василий Сергеевич  18.06.1944 - 23.09.1945

## Награды и наименования
Почётные наименования:
- Приказом НКО № 082 от 8 апреля 1944 года на основании Приказа ВГК № 98 от 30 марта 1944 года 597-му ближнему бомбардировочному авиационному полку присвоено почётное наименование «Черновицкий»
- Приказом НКО № 082 от 8 апреля 1944 года на основании Приказа ВГК № 98 от 30 марта 1944 года 989-му ночному бомбардировочному авиационному полку присвоено почётное наименование «Черновицкий».
- Приказом НКО № 0108 от 26 апреля 1944 года на основании Приказа ВГК № 109 от 15 апреля 1944 года 326-й ночной бомбардировочной авиационной дивизии присвоено почётное наименование «Тарнопольская»
- Объявлены благодарности:
- Приказом ВГК № 98 от 30  марта 1944 года за освобождение города Черновицы.
- Приказом ВГК № 109 от 15 апреля 1944 года за освобождение Тарнополь.

## Отличившиеся воины
Герои Советского Союза: